# Otto Steiger (Schriftsteller)
Otto Steiger (* 4. August 1909 in Uetendorf bei Thun; † 10. Mai 2005 in Zürich) war ein Schweizer Schriftsteller und Radionachrichtensprecher. Er war der Enkel des Schweizer Dichters Georg Steiger. Otto Steiger war verheiratet und hatte einen Sohn und eine Tochter.

## Leben
Otto Steiger wuchs in Bern auf und studierte in Paris Romanistik. Aus Geldmangel brach er das Studium ab und arbeitete u. a. als Giesser und Reiseführer. Nach seiner Rückkehr in die Schweiz wurde Steiger 1936 Redakteur und Nachrichtensprecher bei der Schweizerischen Depeschenagentur.
Von Kriegsbeginn bis 1943 war Otto Steiger die offizielle «Stimme der Nation», die bei einem Einmarsch in die Schweiz die Authentizität der Radionachrichten garantieren sollte. Danach gründete er im März 1943 eine private Handelsschule mit seinem eigenen Namen (Steiger-Schule). Er leitete sie selbst und verkaufte sie 1954 an Paul Spahn, einen ebenfalls bekannten Nachrichtensprecher. 1955 gründete er ein Handelsunternehmen, um seinen schriftstellerischen Neigungen nachgehen zu können.
Sein literarisches Debüt gab er 1942 mit der Ehegeschichte Sie tun als ob sie lebten: Schon dieser Erstling war ein typisches Steiger-Buch mit einer Rahmenerzählung. Ein anonymer männlicher Ich-Erzähler geht an einem heissen Sonntagnachmittag im August in ein Wirtshaus auf dem Lande und setzt sich an einen Tisch, der ganz in der Sonne steht. Nach etwa einer Stunde gesellt sich ein junges Paar zu ihm. Der Mann setzt sich auf einen Stuhl im Schatten, während er seine Freundin an der Sonne Platz nehmen lässt. Er ist Polizist und heisst Walter Staufer, sie heisst Anna Schwander und ist Kellnerin. Der Ich-Erzähler verabschiedet sich und geht. Auf dem Heimweg stellt er sich das weitere Leben der beiden vor: «Vor meinen Augen sah ich ihre Zukunft...» Der Ich-Erzähler verschwindet praktisch vollständig während der ganzen Geschichte, die in den Jahren des Zweiten Weltkriegs beginnt und irgendwann in den fiktiven 1960er Jahren endet. Der Roman schliesst mit dem Satz: «So sah ich das Leben der Anna Schwander vor meinen Augen vorüberziehen!» und ist ganz aus der Perspektive der Protagonistin geschrieben.
1949 folgte Steigers zweiter Roman Und endet doch alles mit Frieden. Sein dritter Roman 1952 Porträt eines angesehenen Mannes wurde von Kritikern als Propaganda für den Kommunismus verurteilt. Das Buch wurde tatsächlich ohne Steigers Zutun auf Russisch übersetzt und 300'000 Mal verkauft.
Nachdem er 1957 unvorsichtigerweise einer Einladung des sowjetischen Schriftstellervereins gefolgt war, diffamierte und ignorierte die Presse den «roten Steiger». Diese Reise war als Entschädigung für die 1952 erfolgte unautorisierte Übersetzung seines dritten Romans gedacht. Seine gesellschaftskritischen Bücher, viele davon Krimis, erschienen nur noch in Kleinverlagen.
Also versuchte er es mit Dramen und Jugendbüchern, mit denen er mehr Erfolg hatte als mit seinen Büchern für Erwachsene, zum Beispiel dem Roman Lornac ist überall (1980). In beiden Sparten erhielt er Preise. Von da an ging es wieder aufwärts. Bücher wie Spurlos vorhanden (1980), Die Unreifeprüfung (1984), Der Doppelgänger (1985), Schott (1992), Schachmatt (1996) und zuletzt die Geschichtensammlung Das Wunder von Schondorf (2001) wurden zum Teil bis heute immer wieder neu aufgelegt. Seit 1999 war Otto Steiger wieder ein gefragter Schriftsteller. An den Solothurner Literaturtagen traf er sich mit seinem ehemaligen Gegenspieler Werner Weber, um den Konflikt wegen der Russlandreise beizulegen. Die beiden wurden in den letzten 10 Jahren gute Freunde.

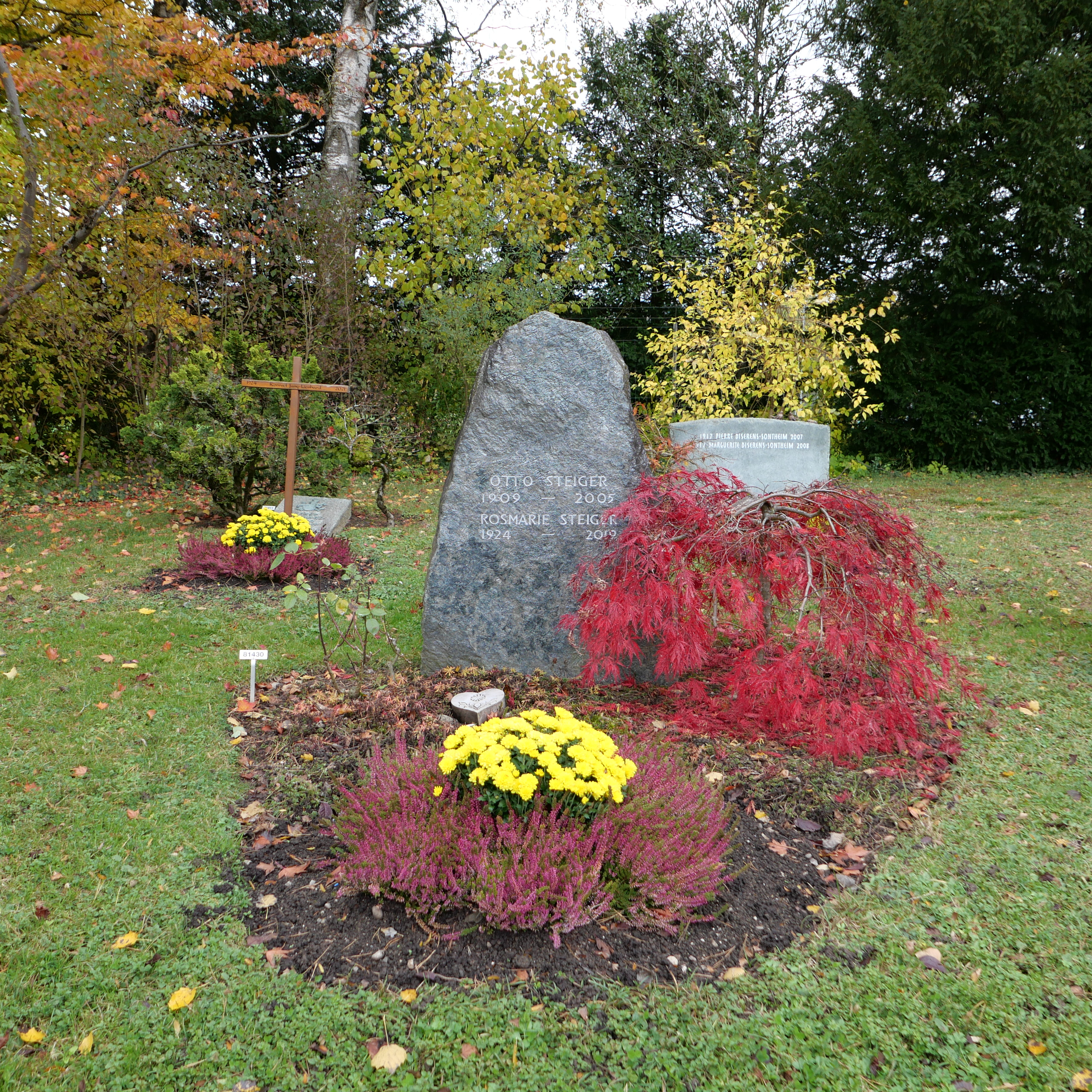
Das Grab von Steiger und seiner Frau Rosmarie, geb. Salber (1924–2019)

Das Werk umfasst rund 20 Romane und 10 Bücher für junge Erwachsene, sie wurden in insgesamt 17 Sprachen übersetzt.
Das bewog den Radio-DRS-Journalisten R. Zehnder, der ihn an seinem 95. Geburtstag besuchte und interviewte, zu der abschliessenden Betrachtung, dass Steigers Werk in einer Linie mit Honoré de Balzac, Lew Tolstoi und Ernest Hemingway stehe. Als Steiger 2005 unerwartet durch einen Fehler des Personals im Stadtspital Waid verstarb, schrieb Charles Linsmayer im Bund einen Nachruf, in dem er Steigers Stil mit Albert Camus und Samuel Beckett verglich.
Er fand auf dem Friedhof Hönggerberg seine letzte Ruhestätte. Sein Archiv befindet sich im Schweizerischen Literaturarchiv in Bern.

## Ämter und Tätigkeiten
- 1952–1957: Präsident des Zürcher Schriftsteller und Schriftstellerinnen Verband, Verband Ostschweizer Autorinnen und Autoren (ZSV)
- 1970–1974: Vizepräsident des Schweizerischen Schriftsteller-Vereins
- 1974: Mitbegründer der Urheberrechtsgesellschaft ProLitteris und ca. 10 Jahre erster Direktor bis 1984.
- 1974–1981: Stiftungsrat der Schweizerischen Schillerstiftung
- 1981/1982: Präsident des Deutschschweizer PEN-Zentrums
- Ab 1975: freiberuflicher Schriftsteller und Kolumnist für

- 1975–1983: Zeitschrift Femina
- 1978–1979: Tages-Anzeiger
- die Gewerkschaftspresse.

## Auszeichnungen
- 1951: 1. Preis der Büchergilde Gutenberg
- 1964: Preis der Schweizerischen Dramatiker
- 1980: Schweizerischer Jugendbuchpreis
- 1981: Preis der Leseratten (ZDF)
- 1984: Preis der Schweizerischen Schillerstiftung
- 1982: Certificate of Honour der Jury des Internationalen H.C.-Andersen-Preises
- 1994: Werkbeitrag von Pro Helvetia

## Werke (Auswahl)

### Romane, Erzählungen, Kurzgeschichten
- Sie tun als ob sie lebten. 1942
- Und endet doch alles mit Frieden. 1949
- Porträt eines angesehenen Mannes. 1952, Neuauflagen im Unionsverlag, Zürich, 1981, im Eco-Verlag, Zürich 1987 sowie Edition 8, Zürich 2009
- Die Brüder Twerenbold. 1954
- Die Reise ans Meer. 1960
- Das Jahr mit elf Monaten. 1962
- Nochmals beginnen können. 1962, erschien später unter dem Titel Die Schlinge (1992) in einer Neufassung
- Katz und Maus. 1963
- Das Loch in der Schallmauer. 1965
- Die Tote im See. 1966, Neuauflage als Die Tote im Wasser. Edition 8, Zürich 2009
- Geschichten vom Tag. 1973
- Alles in Ordnung. 1978
- Spurlos vorhanden. 1980
- Die Unreifeprüfung. 1984
- Der Doppelgänger. 1985
- Orientierungslauf. 1988
- Vielleicht Patagonien. 1989 und Edition 8, Zürich 2009
- Gesammelte Werke. 9 Bände, hrsg. von Rolf Thut, Bettina Kobold, Verena Stettler. 1985–1992
- Schott. 1992 und Edition 8, Zürich 2009
- Tante Lisas Erben. 1994 und Edition 8, Zürich 2009
- Schachmatt. 1996 und Edition 8, Zürich 2009
- Ein Stück nur, Erinnerungen in Episoden. 1999
- Das Wunder von Schondorf. 2001

### Jugendbücher
- Einen Dieb fangen. 1974
- Keiner kommt bis Indien. 1976
- Sackgasse. 1978
- Ich und mein Einbrecher. 1978
- Erkauftes Schweigen. Benziger, Zürich/Köln 1979; als Taschenbuch: dtv, München 1981, ISBN 3-423-07821-9
- Ein abgekartetes Spiel. 1980
- Nummer 16 47 12. 1980
- Lornac ist überall. 1980, verfilmt unter dem Titel L’or noir de Lornac (1987) mit Maria Schneider u. a.
- Ein Strich durch die Rechnung. 1984
- Ein Besuch aus der Zukunft. 1984
- Vagabundenschule. 1987
- Ab nach Hollywood. 1993

### Theaterstücke
- Martins Reise hinter den Regenbogen. 1966
- Die Belagerung. 1967
- Eine so schöne kleine Party. 1968
- Auf der Treppe. 1969